# Воздух Карелии (фестиваль)
«Воздух Карелии» (ранее Северное нашествие, Воздух, Северный воздух) — российский музыкальный фестиваль под открытым небом, проходящий с 2005 в Петрозаводске.

## Северное нашествие «Воздух» (2005)
Первый фестиваль под названием «Северное нашествие» («Воздух») прошёл 17 и 18 июня 2005 года на взлётном поле аэродрома «Пески». Среди участников были такие группы как Чайф, Ногу Свело!, Мара, Пилот, Сплин, Задвиги Поплавского и другие. Организатором выступил Максим Мазуровский, поддержку ему оказали карельская телекомпания «Ника», радиостанция «Наше радио — Петрозаводск», а также Министерство культуры Республики Карелия и Министерство образования Республики Карелия. За проведение фестиваля в Петрозаводске организаторы были отмечены общественной наградой «Город, устремлённый в будущее» в номинации «Общественная инициатива 2005 года».

## «Воздух» (2006—2009)
С 2006 название фестиваля сократили до «Воздух». С таким названием фестиваль просуществовал с 2006 года по 2009 год.
Воздух — 2006 прошёл с 16 по 18 июня 2006 года на аэродроме «Пески». Участники;: Максим Леонидов, группы Пилот, «Сурганова и Оркестр», «Декабрь», «Иван Купала», «Маша и Медведи», «Кирпичи», «Юта», «СерьГа», «Наив», «Конец Фильма», «Kotiteollisuus» (Финляндия) и другие. Хедлайнеры: группы «Алиса», «Король и Шут» и «Brainstorm».
Количество зрителей: около 20 000 человек. Ведущие фестиваля vj MTV Юрий Пашков и участница реалити-шоу Дом-2 Ольга Солнце
Воздух — 2007 прошёл с 22 по 24 июня 2007 года на аэродроме «Пески». Участники: Пилот, «Чичерина», Мара, «Тролль Гнёт Ель», «Наив», «Приключения Электроников», «Lumen», «Муха», «Декабрь», «Каста», «Джокер», «Simba Vibration», «Небо Здесь», «Враги», «51 Koodia (Финляндия)», «U2-Cover» (Норвегия), «Jinn», «Патруль», «Myllarit», «Маузер», «Задвиги Поплавского», «Война Поэтов» и другие. Хедлайнеры: группы «Агата Кристи», «Браво», «Ленинград».
Количество зрителей: около 30.000 человек. Ведущие фестиваля Михаил Козырев. и Тутта Ларсен.
Воздух — 2008 прошел с 20 по 22 июня 2008 года.
Место проведения: Петрозаводск, Лыжный стадион в устье реки «Лососинка». Участники: Максим Леонидов, «Наив», «Кукрыниксы», «Бригадный Подряд», «Декабрь», «Тараканы!», «Иван Купала», «Ёлка»", Слот, «Animal ДжаZ», Блондинка Ксю, «Тролль Гнёт Ель», «Simba Vibration», «F.P.G.». Хедлайнеры: группы «Король и Шут», «Кипелов», «Чиж & Co», Ночные Снайперы.
Количество зрителей: около 35 000 человек. Ведущий фестиваля Михаил Козырев.
Воздух — 2009 прошел с 19 по 21 июня 2009 года. Место проведения: Петрозаводск, в районе «Сулажгора» на базе Республиканской школы Олимпийского резерва. Участники: «Ляпис Трубецкой», «Разные люди», «Мёртвые Дельфины», «Tracktor Bowling», Noize MC, Юлия Савичева, «Тараканы!», Блондинка Ксю, «Сурганова и Оркестр», «Бригадный Подряд», «Приключения Электроников», «7Б», Слот, «Ангел НеБес», «Оргия Праведников», «Красная Плесень» и другие. Хедлайнеры: группы Алиса, Brainstorm, Чайф.
Количество зрителей: около 40 000 человек. Ведущий фестиваля Михаил Козырев..

## Отмена и «Перезагрузка» (2010—2015)

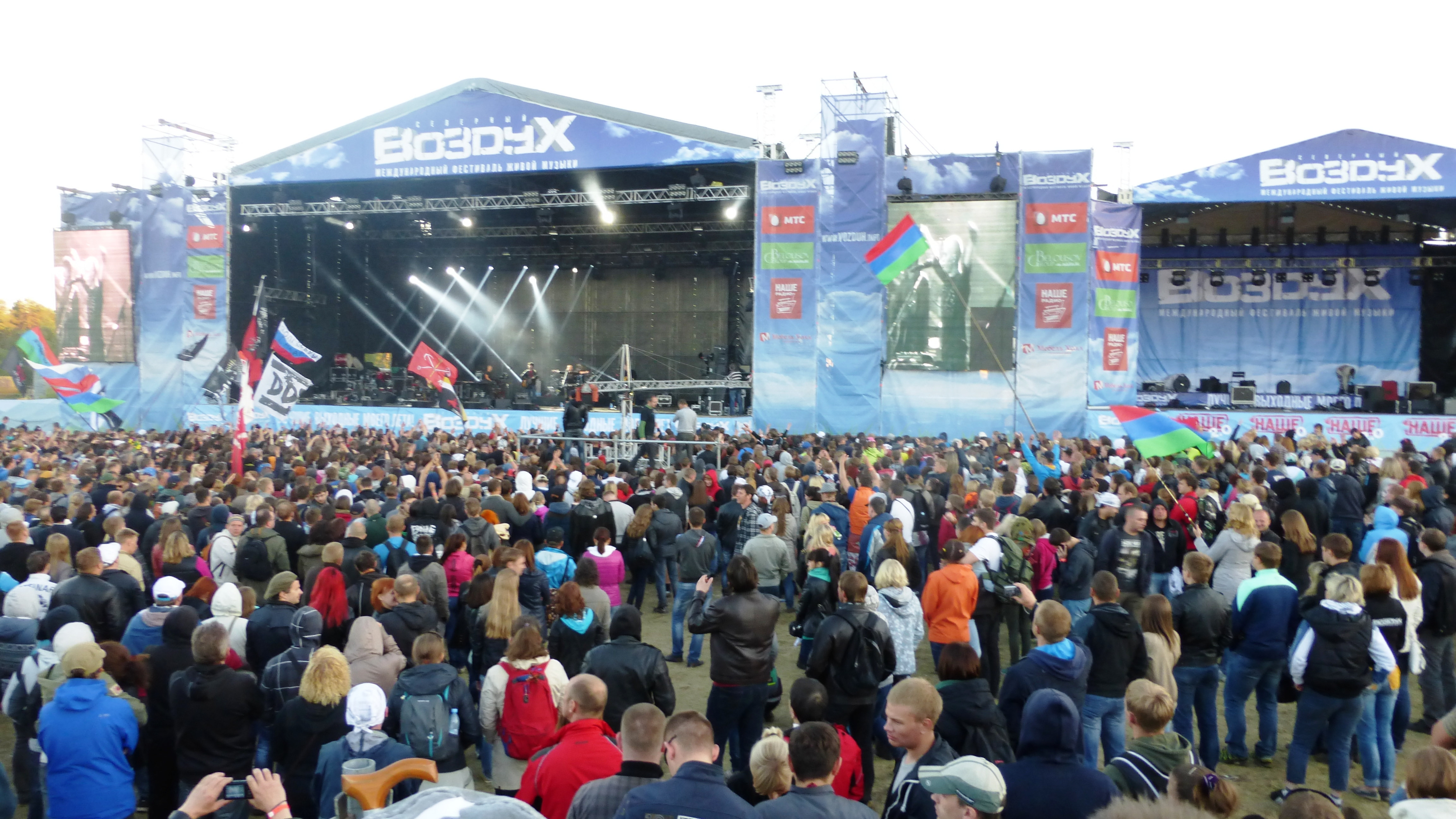
Петрозаводск, аэродром «Пески» 20-22 июня 2014 года.

В 2010 году он был отменён, так как возникли проблемы с согласованием места проведения.
Воздух. Перезагрузка — 2013 прошел 6,7 и 8 сентября в окрестностях Петрозаводска. Местом проведения стала загородная база «Авиаретро», расположенная на берегу небольшого озера Кончезеро Хэдлайнерами фестиваля были «Алиса», «Ария», «КняZz», «Ляпис Трубецкой», среди других участников «Alai Oli», «Louna», «Мураками», «16 тонн», «Скворцы Степанова», «Декабрь» и многие другие.
Ведущий фестиваля Олег Гаркуша
Северный воздух — 2014 — спустя шесть лет фестиваль впервые прошёл на городском аэродроме «Пески» под названием «Северный воздух». Хэдлайнерами фестиваля стали ДДТ и The Rasmus. Также среди участников фестиваля были Noize MC, Слот, НАИВ, Louna и другие.
Ведущий фестиваля Олег Гаркуша и Семен Чайка
Воздух Карелии — 2015 отметил свой десятилетний юбилей. После споров с радиостанцией «Наше радио», владевшей авторскими правами на бренд «Воздух», организаторы приняли решение о смене названия на «Воздух Карелии». На сцене выступали такие группы как Tracktor Bowling, Слот, Stigmata, Глеб Самойлов, 25/17 и другие. Хэдлайнерами фестиваля выступили Пикник, Lumen и бывший участник группы The Prodigy Лирой Торнхилл.
Ведущий фестиваля Семен Чайка и вокалист группы Наив Александр «Чача» Иванов.

## Закрытие
В марте 2016 года создатель и организатор фестиваля Максим Мазуровский сообщил, что проведение фестиваля невозможно из экономических соображений. Для поддержания привлекательности мероприятия для местных жителей требовалось не повышать, а то и снизить цену на билеты, однако сделать это за счёт спонсоров не удалось.

## Возрождение (2023 — настоящее время)
Воздух Карелии — 2023 возродили при поддержке Президентского фонда культурных инициатив.
Фестиваль прошёл 16, 17 и 18 июня на территории вотчины карельского деда мороза Талви Укко в посёлке Чална в пригороде города Петрозаводска. Среди участников были группы «Алиса», «TODD», «Пилот», «Гарик Сукачев», «СерьГа», Пикник, Сергей Бобунец, Игорь Растеряев, 7Б, Бригадный подряд, Йорш, Тролль гнет ель, Мара", Виктор, Dabro и другие.
Ведущий фестиваля Олег Гаркуша.
Воздух Карелии — 2024 прошёл 14, 15 и 16 июня при поддержке Президентского фонда культурных инициатив на территории вотчины карельского деда мороза Талви Укко в посёлке Чална в пригороде города Петрозаводска, хотя изначально планировался в центре Петрозаводска в гавани «Лахти» на берегу Онежского озера. Среди участников были Rock Privet, GSPD, Юрий Лоза, План Ломоносова, Конец фильма, Кирпичи, Jane Air, Сергей Бобунец, Кино, Вадим Самойлов, Кипелов и другие. Ведущие фестиваля Чак и Шуманский.
Воздух Карелии — 2025 состоится 12-15 июня. Основным изменением будет увеличение длительности проведения фестиваля. Впервые фестиваль продлится 4 дня.

## Хедлайнеры фестиваля
- 2005 — «Сплин», «ЧайФ»
- 2006 — «Алиса», «Король и Шут», Brainstorm
- 2007 — «Агата Кристи», «Браво», «Ленинград»
- 2008 — «Король и Шут», «Кипелов», «Чиж и Co», «Ночные снайперы»
- 2009 — «Алиса», Brainstorm, «ЧайФ»
- 2013 — «Алиса», «Ария», «КняZz», «Ляпис Трубецкой»
- 2014 — The Rasmus, «ДДТ»[16]
- 2015 — «Пикник», Lumen, Лирой Торнхилл[17]
- 2023 — «Алиса», «TODD», «Гарик Сукачев»
- 2024 — «Кино», «Вадим Самойлов», «Кипелов», Специальный гость «Юрий Лоза»[18]